# Tayfun Erdem
Tayfun Erdem (* in Istanbul, Türkei), Künstlername Tayfun, ist Pianist, Komponist und Sänger. Er lebt seit 1982 in Berlin.

## Werdegang
Erdem wuchs in Istanbul auf. Hier erhielt er von 1974 bis 1980 Unterricht in Piano, Harmonie und Komposition bei Cemal Reşit Rey. In Berlin trat er ab 1982 mit eigenen Werken als Sänger und Pianist auf.

## Werk
1985 folgte die Uraufführung seines „musikalischen Dramas“ Ararat Legende nach Yaşar Kemal für Erzählerin und Orchester, das Widerhall in der deutschen Presse fand und weitere Aufführungen in großen deutschen Städten sowie Utrecht erlebte. Zudem sendete der deutsche und österreichische Hörfunk (WDR, NDR, RIAS und ORF) Erdems Ararat Legende als Hörspielfassung Die Legende vom Berg Ararat (1985). Auf diesen Erfolg Bezug nehmend erschien 1986 Erdems erstes eigenes Musikalbum Ararat – The Border Crossing, das Höhepunkte aus dem Musikwerk verarbeitet. Weitere Soloalben folgten unter Beachtung deutscher Tagespresse und Fachzeitschriften. Sein 2001er Album Dreams and Dances of a Silent Butterfly wurde beispielsweise von Wolfgang Schreiber in der Süddeutschen Zeitung als „die originellste Platte des Jahres“ bezeichnet. Für seine Produktionen Eisen, Kohle und Zucker (1992) arbeitete der Künstler mit dem bekannten deutschen Schauspieler Otto Sander zusammen. Daneben auch weiterhin Aufführung weiterer eigener Musik- und Klangwerke. Neben dem Klavier verwendet Erdem für seine Kompositionen auch Synthesizer.

## Diskografie

### Soloalben
- Ararat - The Border Crossing. 1986
- Eisen, Kohle und Zucker. 1991
- Dreams and Dances of a Silent Butterfly. 2001

## Sekundärliteratur
- Albrecht Dümling: Wiederbelebung des epischen Musizierens. Die Legende vom Berg Ararat - Werkanalyse. Leibniz-Gesellschaft für kulturellen Austausch Berlin, Mozaik Band 2, 1987